# Koledarska doba
Koledárska dôba ali koledárska êra (tudi časóvna êra) je v koledarjih datum, od katerega se štejejo leta. V gregorijanskem in julijanskem koledarju se datumi računajo od začetka krščanske dobe. Obstaja veliko sestavov koledarskih dob. Nekaj jih je navedeno spodaj z raznimi oznakami. (Glej tudi: zgodovina datiranja v krščanskem svetu).

## Koledarske dobe današnje rabe
- po Kristusu - latinsko Anno Domini, v letu gospodovem. Leta se štejejo od začetka krščanske dobe, a se zaradi medverske korektnosti sedaj večinoma uporablja oznaka n. št. oziroma naše štetje. Okrajšava n. št. se uporablja tako v julijanskem kot v gregorijanskem koledarju. Leta so enaka letom skupne dobe. Naši dobi rečejo tudi Dionizijeva doba, po menihu, ki je v 6. stoletju predlagal tako štetje let.
  - Opomba: Leta so označena enako v julijanskem kot tudi v gregorijanskem koledarju, vendar koledarja nista enaka. Zaradi tega se velikokrat ob datumu navede tudi oznaka po starem koledarju, še posebej za leta v 17. in 18. stoletju, ko so v splošnem uporabljali še oba koledarja. V nekaterih deželah (npr. v Rusiji so stari koledar uporabljali še v začetku 20. stoletja.

- A.H. - okrajšava za latinizirano oznako Anno Hegirae, leta od hidžre (hedžre), selitve (umika, bega) preroka Mohameda iz Meke v Medino septembra leta 622, kar označuje začetek muslimanske (mohamedanske dobe). Ta se še vedno uporablja v muslimanskem koledarju. Tu moramo povedati, da so leta v muslimanskem koledarju krajša, ker je to Lunin koledar z razliko do Sončevega koledarja

## Starejše koledarske dobe
Skozi zgodovino so uporabljali več kot 200 različnih koledarskih dob. Nekatere izmed njih so:
- A.U.C. - okrajšava za latinsko oznako Ab Urbe Condita, od ustanovitve mesta. Uporabljala se je v rimskem koledarju, ki (naj bi se) začel z ustanovitvijo Rima, kar pa ni zgodovinsko natančno opredeljeno, oziroma je doba bolj umetno spočeta, in je možno tudi, da so Italci, oziroma Latinci to prevzeli od praprebivalcev Apeninskega polotoka. Začetek našega štetja je bilo leto 753 A.U.C., tako, da je leto 2004 enako letu 2757 A.U.C. Tu seveda upoštevamo, da je dolžina leta, pri obeh koledarjih enaka.

- aleksandrijska doba, (bizantinska doba) (1. september 5508 pr. n. št. - razlog začetnega datuma ni znan, uporabljali naj bi jo že Etruščani (Raseni), praprebivalci Apeninskega polotoka, vsaj že v 5. stoletju pr. n. št., kasneje pa se je pojavila tudi v 7. stoletju v Bizancu). 1. september je predstavljal hkrati tudi začetek leta,
- Dioklecijanova doba (284 - zasedba prestola Dioklecijana),
- doba francoske revolucije,
- judovska doba (1. oktober 3761 pr. n. št. - »stvarjenje sveta«),
- Nabonasarjeva doba (A.N. - Anno Nabonassari) (sreda 26. februar 747 pr. n. št. - uvedel jo je Ptolemaj za rabo v astronomiji in se nanaša na asirskega kralja Nabonasarja iz devete babilonske dinastije, ki je ustanovil Kaldejsko in Babilonsko kraljestvo). To dobo, ki je izhajala iz egipčanskega koledarja sami kaldejski in babilonski učenjaki niso uporabljali, temveč le Ptolemaj in kasnejši astronomi),
- Nabukadnezarjeva doba (747 pr. n. št. - ustanovitev Babilona),
- olimpijska doba (1. julij 776 - 1. antične olimpijske igre),
- mnoge druge